# Denis-Éloi Ludot
Denis Éloi Ludot, né le 25 juin 1768 à Arcis-sur-Aube dans l'Aube et mort le 14 septembre 1839 dans cette même commune, est un général français de la Révolution et de l’Empire.
Il est baptisé le lendemain de sa naissance en l’église paroissiale d’Arcis-sur-Aube.

## Biographie

### Du soldat du roi au chef d'escadron
Il entre au service comme soldat dans le Régiment Royal Infanterie le 25 septembre 1784. Il quitte le corps le 25 janvier 1791. Le 20 août de la même année, il s'enrôle comme volontaire avec le grade de capitaine au 2e bataillon de volontaires de l'Aube. Il sert à l'armée du Rhin sous les ordres du général Custine en 1792, puis il est affecté au 1er bataillon d'infanterie légère des Ardennes le 31 décembre suivant. Il est employé ensuite à l'armée du Nord, commandée successivement par les généraux en chef Dumouriez et Dampierre.
Le 1er mars 1793, marchant à l’arrière-garde de l’armée du Nord et traversant la ville d’Aix-la-Chapelle, il reçoit du général Miaczynski l'ordre de s’emparer avec 100 chasseurs à pied d’un poste d’où il peut arrêter l’ennemi, en attendant que ladite arrière-garde se soit mise en position avantageuse. Accomplissant parfaitement sa mission, il ne quitte sa position qu'après en avoir reçu l'ordre. Sa conduite lui vaut des éloges publics. Le 18 mars suivant, sous les ordres du général Champmorin, il se distingue de nouveau contre les Autrichiens à Neerwinden, où il reçoit deux coups de sabre sur la tête. Il participe à la bataille de Quiévrain le 1er mai 1793, sous les ordres du général Dampierre, et y reçoit un coup de feu qui lui arrache l’index de la main droite et lui endommage fortement la même main. Il devient adjoint à l’adjudant-général Jeannet le 12 septembre 1793.
En 1794, il rejoint l’armée des Alpes dans le corps du général Dumas. Le 20 juin 1794, il reçoit l’ordre du général de Bas de l'Aulne, commandant la division Tarentaise, d’incendier le port de la Tuile, situé entre le Petit Saint-Bernard et la redoute du prince Thomas. La destruction de ce poste est d’autant plus importante qu’il renferme des magasins et que cette position couvre les mouvements adverses. Il parvient à s’en rendre maître et s’y maintient malgré la défense opiniâtre qui lui est opposée et le feu de la redoute. Il est blessé d’un coup de baïonnette à la tête lors de cette opération. Le 25 octobre 1795, il passe chef d'escadron dans la légion de police et il continue à servir dans l’armée des Alpes sous les ordres des généraux Moulin et Kellermann. 
Le 7 février 1796, il est attaché à l’état-major du général La Jeannetière dans la colonie de l’île de Cayenne, en Guyane. Le 5 décembre 1797, après quelques mois de traversée, le bâtiment américain qui le ramène de Guyane fait naufrage sur les Dunes, près d’Ostende. Ludot sacrifie alors tous ses effets pour sauver les dépêches destinées au gouvernement français qui lui ont été confiées. Le 24 janvier 1798, il est mis en non-activité avant de reprendre du service le 21 juillet 1800 à l’état-major de l’armée de réserve, sous les ordres du général Brune. Il rejoint ensuite l’armée des Grisons dirigée par le général Macdonald. Il est affecté au 6e régiment de dragons le 24 août 1801 et il sert à l’armée d’Angleterre à la même époque.

### Sous le Premier Empire
Il prend part à la campagne d’Autriche. Le 9 novembre 1805, dans la vallée qui conduit de Sankt Pölten à Krems, il met en fuite les escadrons ennemis qui défendent le passage du défilé à la tête du 6e régiment de dragons, régiment à qui il fait mettre pied à terre pour combattre. Après avoir eu un premier cheval tué sous lui au combat de Würschen, il concourt au succès de la bataille d’Austerlitz le 2 décembre 1805, où il commande encore le 6e dragons. En 1806 et 1807, il effectue les campagnes de Prusse et de Pologne puis est nommé major du 8e régiment de dragons le 24 septembre 1806. Le 28 octobre suivant, il se signale au combat de Prentzlow, sous les ordres du général Beaumont, en chargeant à la tête de trois escadrons du 8e régiment de hussards sur un bataillon carré commandé par le prince Auguste de Prusse. Après trois charges — il a son deuxième cheval tué sous lui dès la première charge —, le bataillon carré met bas les armes.
Le 31 janvier 1807, le 8e hussards part en reconnaissance lorsqu'il est attaqué près de Passenheim, en Prusse, par une colonne de 2 000 hommes de cavalerie. Commandant l’escadron d’arrière-garde, il fait successivement plusieurs charges. Au cours de l’une d'elles, cerné par les cavaliers russes, il se défend avec bravoure mais, dépassé par le nombre, il est fait prisonnier après avoir reçu 8 blessures graves qui le désarçonnent. À terre, il reçoit encore un coup de pistolet. Le 31 mars 1809, Ludot est nommé colonel en second du 8e régiment de dragons avant de rejoindre la Grande Armée pour la campagne d'Autriche et du Tyrol. En 1810, il est envoyé à l’armée du Portugal et d’Espagne sous les ordres du maréchal Masséna, puis du maréchal Soult. Le 5 décembre 1810, il devient colonel commandant le 14e régiment de dragons et le 30 mai 1813, il est promu général de brigade.
Affecté à la Grande Armée en Allemagne en 1813, il participe à la campagne de France en 1814, à la tête de la 1re division de dragons du 5e corps de cavalerie, dont il a le commandement par intérim. À la tête de sa division placé en avant-garde, il se distingue le 26 janvier 1814, à la bataille de Saint-Dizier. Son attaque, secondée par la 2e division commandée par le général Lhéritier, culbute les troupes coalisées. Au résultat, la cavalerie adverse forte de 13 000 hommes est mise en déroute par 2 000 dragons et quelques escadrons de la Garde impériale. La division de dragons de Ludot s’empare en outre de 14 pièces de canon.

### Fidèle à l'Empereur
Lors de la Première Restauration, le roi Louis XVIII le fait chevalier de Saint-Louis le 19 juillet 1814 et commandeur de le Légion d’honneur le 14 février 1815. Pendant les Cent-Jours, il prend le commandement de la 1re division de réserve de cavalerie, avant de devenir adjoint à l’inspection du lieutenant-général Fririon. Fidèle à l'Empereur, il est mis en non-activité le 1er septembre 1815, puis classé parmi les maréchaux de camp disponibles le 30 décembre 1818. Il refuse cependant d’être remis en activité, ne désirant pas servir la royauté, et est mis à la retraite le 21 juillet 1819. 
Placé dans la section de réserve de l’état-major général de l’armée le 22 mars 1831, il renouvelle son refus de servir la Monarchie de Juillet, invoquant des soucis de santé. Il meurt dans sa commune d'Arcis-sur-Aube le 14 septembre 1839 et est inhumé dans le cimetière communal. Sa sépulture est encore visible de nos jours : elle consiste en une colonne avec une urne funéraire au sommet, entourée d’une grille de fer.

## Décorations
- Légion d’honneur ;
  - Chevalier de la Légion d'honneur par décret du Premier Consul en date du 26 prairial an XII (15 juin 1804) ;
  - Officier de la Légion d'honneur par décret impérial du 18 septembre 1808 ;
  - Commandeur de la Légion d'honneur par ordonnance royale du 14 février 1815 ;
- Ordre royal et militaire de Saint-Louis
  - Chevalier de Saint-Louis par ordonnance royale du 19 juillet 1814.

## Titres
- Chevalier de l’Empire par lettres patentes du 11 juin 1810 ;
- Baron de l’Empire par décret impérial du 3 avril 1814.

## Hommages, honneurs, mentions…
Son épitaphe indique : 

« A LA MEMOIRE
DE DENIS - ELOI
BARON LUDOT
MARECHAL DE CAMP
COMMANDEUR
DE L’ORDRE DE LA LEGION
D’HONNEUR
CHEVALIER DE SAINT-LOUIS
NE A ARCY-SUR-AUBE
LE 25 JUIN 1768
DECEDE LE 14 SEPTEMBRE
1839. »

## Règlement d'armoiries
« Coupé : au I, d’or au casque taré à profil de sable ; au II, de sinople à la tête de cheval d’argent ; à la bordure de gueules chargée du signe des Chevaliers Légionnaires. »

- Il n'eut pas d’armoiries concédées pour son titre de baron de l’Empire.

## Sources
- (en) « Generals Who Served in the French Army during the Period 1789 - 1814: Eberle to Exelmans »
- Thierry Pouliquen, « Les généraux français et étrangers ayant servis [sic] dans la Grande Armée » (consulté le 5 mai 2014)
- « La noblesse d’Empire » (consulté le 5 mai 2014)
- Archives nationales (CARAN) – Service Historique de l’Armée de Terre – Fort de Vincennes – Dossier S.H.A.T. côte : 8 Yd 1 495.
- Dossier de la Légion d’honneur côte : LH/1674/53[3].
- Dictionnaire historique et biographique des généraux français: depuis le onzième siècle jusqu'en 1820, par Jean Baptiste Pierre Jullien de Courcelles, 1823[4].
- Côte S.H.A.T., état de services, distinctions sur « Les_militaires.htm »(Archive.org • Wikiwix • Archive.is • Google • Que faire ?) (consulté le 24 août 2014)